# Humana People to People
La Federazione Internazionale Humana People to People (The Federation for Associations connected to the International Humana People to People Movement) coordina il lavoro di 29organizzazioni nazionali attive in 45 Paesi nel mondo. La Federazione, costituitasi nel 1994, nasce dall’idea che lo sviluppo sostenibile e la lotta alla povertà passino attraverso il coinvolgimento diretto e attivo delle persone, nel Nord così come nel Sud del mondo, e a partire dalle generazioni più giovani, affinché si rendano promotrici di un cambiamento dal basso fondato sulla rigenerazione dei legami comunitari. 
La Federazione dal 1998 ha il proprio quartier generale a Shamva, in Zimbabwe, mentre dal 2005 la sede legale a Ginevra, in Svizzera. 

## Storia del movimento internazionale Humana People to People
La storia di Humana People to People inizia negli anni Settanta in Danimarca, quando un gruppo di insegnanti fonda a Tvind la Scuola Popolare Itinerante (Travelling Folk High School) che offre ai propri studenti esperienze di viaggio nel Sud del mondo, per comprendere fino in fondo, grazie a una conoscenza diretta, le vere condizioni di vita delle persone.
Viaggiando, studenti e docenti incontrano innumerevoli popolazioni afflitte da guerre, carestie e povertà. Di fronte a tanta sofferenza, emerge prepotentemente la necessità di intervenire. Infatti, qualche anno più tardi, nel 1977, un gruppo di insegnanti della scuola, chiamato informalmente Teachers’ Group (“Gruppo degli Insegnanti”) avvia gradualmente progetti di forte impatto ambientale e sociale, tra i quali la costruzione di un impianto eolico (in quel momento, uno dei più grandi al mondo), per dimostrare al governo danese che l’energia nucleare non era necessaria, e la costituzione in Gran Bretagna, Norvegia e USA, di numerose scuole per futuri insegnanti, per ragazzi vulnerabili e per promuovere la conoscenza diretta delle cose, attraverso il viaggio. Nello stesso periodo, il Gruppo degli Insegnanti, con molti studenti e volontari, decide che è giunto il momento di darsi un orizzonte ancora più ampio, dando vita al Development Aid from People to People, il primo nucleo di Humana. Questo gruppo diviene, nel giro di poco tempo, un vero movimento popolare internazionale, dalle persone alle persone, pronto ad attivarsi per lottare contro le ingiustizie che attanagliano il mondo. I primi aiuti concreti arrivano in Mozambico, dove sono spediti generi di prima necessità per i rifugiati in fuga dal regime dell’apartheid della Rhodesia (oggi Zimbabwe). È dalla volontà di proseguire in maniera sempre più concreta e strutturata questi progetti che nasce HumanaPeople to People. Gli anni Ottanta e Novanta vedono crescere significativamente Humanacon l’avvio di numerose associazioni in Europa, Africa, America e Asia. Con lo scopo di coordinare e dare supporto alle associazioni nazionali appartenenti al movimento, nel 1994 si costituisce la Federazione Internazionale HumanaPeople to People.

## Humana People to People Italia
Nata nel 1998, Humana People to People Italia è un’organizzazione umanitaria di cooperazione internazionale che trova le proprie fondamenta nei concetti di solidarietà e sostenibilità ambientale. Humana Italia non ha fine di lucro e opera per sostenere le comunità più povere del Sud del mondo, grazie all’implementazione di progetti di medio-lungo termine e alla mobilitazione diretta delle comunità locali, alle quali vengono forniti strumenti e competenze utili a renderle protagoniste di trasformazioni economiche e sociali. Humana Italia, nel concreto, raccoglie e vende abiti usati per reperire le risorse economiche necessarie a finanziare i progetti solidali nel Sud del mondo; è inoltre attiva in Italia con iniziative di sensibilizzazione e di sostegno sociale, a favore di fasce della popolazione vulnerabili e in difficoltà. 
Con una raccolta di abiti usati che si aggira attorno alle 25.000 tonnellate annue, in grandissima parte avviate a riutilizzo e altre forme di recupero, Humana Italia è il primo player della raccolta vestiti usati in Italia e uno dei primi player nella selezione di abiti usati.  
Humana People to People Italia SCARL è una cooperativa a responsabilità limitata nata nel 1998, che si dedica alla raccolta, recupero e vendita di vestiti usati e che destina parte dei propri ricavi e parte dei vestiti raccolti all'omonima associazione ONLUS (HumanaPeople to People Italia ONLUS). 
Quest'ultima a sua volta destina le risorse a enti solidali la cui sede è ubicata in paesi del Sud del mondo.
Humana People to People Italia ONLUS e gli enti solidali destinatari delle sue donazioni aderiscono a una Federazione Internazionale i cui scopi sono umanitari e di cooperazione internazionale e che trova le proprie fondamenta nei concetti di solidarietà e sostenibilità ambientale.
La raccolta di abiti usati si aggira attorno alle 25.000 tonnellate annue, in grandissima parte avviate a riutilizzo e altre forme di recupero.

### Struttura
HUMANA People to People Italia è da sempre strutturata con due soggetti giuridici distinti, Humana People to People Italia Società Cooperativa a r.l. e Humana People to People ONLUS. La prima è una società cooperativa di tipo diverso con vincoli statutari che inibiscono l'utilizzo lucrativo degli utili, la seconda è un ente senza scopo di lucro. I due enti operano congiuntamente al fine di sostenere interventi di cooperazione internazionale in Paesi svantaggiati.
Humana People to People Italia ONLUS si occupa, insieme alla Federazione Internazionale, di progettare e definire programmi di solidarietà e sviluppo nel Sud del mondo e di inviare alle consorelle in questi Paesi contributi in denaro e indumenti usati. Questi ultimi, in seguito alla rivendita operata dalle consorelle, producono margini economici destinati a progetti solidali in loco. Tra i compiti dell’associazione si annoverano anche la raccolta fondi, la comunicazione, l’informazione nonché la sensibilizzazione sui temi della povertà, della solidarietà e dell’ambiente. La sede di Humana People to People Italia ONLUS è a Pregnana Milanese (MI), ma le attività da questa promosse sono possibili soprattutto grazie alla collaborazione con associazioni consorelle presenti nel Sud del mondo.
HumanaPeople to People Italia Società Cooperativa a r.l., invece, può essere considerata il braccio operativo della ONLUS e si occupa di raccogliere, selezionare e vendere vesti usati; tutti gli utili dell’attività sono donati alla ONLUS, che li utilizza per i programmi e i progetti umanitari. La Cooperativa, è presente sul territorio italiano con 6 filiali operative, nelle province di Milano, Brescia, Rovigo, Torino, Teramo, Roma e Torino, circa 6.000 contenitori stradali in 48 province e 9 negozi Humana Vintage e Second-Hand nelle città di Milano, Roma, Bologna e Torino.

### Humana e la trasformazione qualitativa dei rapporti economici e sociali
Un articolo del 2017 titolato “Humana e la trasformazione qualitativa dei rapporti economici e sociali” analizza origini e caratteristiche generali del programma di solidarietà internazionale e trasformazione economica e sociale portato avanti dal movimento Humana People to People. Gli approfondimenti presentati contribuiscono a ubicare motivazioni e finalità ideologiche di questo movimento nel dibattito contemporaneo rispetto all'economia circolare, la filosofia ambientale, la cooperazione internazionale e dottrina politica.

### Metodo di sostegno ai progetti
Humana People to People Italia dal 1998 a oggi ha offerto il proprio contributo ai progetti di sviluppo realizzati dai membri della Federazione Internazionale HUMANA People to People sia attuando iniziative di raccolta fondi sia ricevendo donazioni d'indumenti usati in 43 province con 4.947 contenitori presenti in oltre 1.100 Comuni italiani. 
La raccolta dei vestiti è svolta da Humana People to People Italia Soc. Coop a r.l.; gli abiti estivi in buono stato vengono inviati in Africa, quelli invernali sono normalmente venduti in Europa. L'utile netto di questa vendita è impiegato per sostenere progetti di sviluppo. Gli indumenti che giungono in Africa, in particolare in Mozambico, sono donati gratuitamente alle popolazioni locali solo in casi d'emergenza; in condizioni normali, sono venduti e l'utile netto va a sostenere i progetti in corso nel paese. Nei suoi bilanci di sostenibilità, Humana dichiara una quantità di denaro donato a fini solidali che include l'attribuzione di un valore monetario in relazione prezzo di mercato all'ingrosso agli indumenti donati agli enti africani; da questa filiera il valore effettivamente destinato ad azioni solidali corrisponde all'utile netto (ricavi meno costi) che tali enti destinatari riescono a generare con le loro performance imprenditoriali e di vendita. 
Il sostegno economico dei donatori deriva dalle campagne di solidarietà, dalla collaborazioni con Istituzioni e Fondazioni, dal Programma di Sostegno a Distanza per ex bambini di strada e orfani dello Zambia e del Mozambico, dalle bomboniere solidali, dalle partnership aziendali e dal 5x1000.

### Volontariato
Humana People to People Italia ONLUS coinvolge volontari in Italia per realizzare eventi e iniziative di sensibilizzazione e raccolta fondi.
Ogni anno l'ente italiano propone, a chi desideri vivere una breve esperienza diretta sul campo, le Vacanze Solidali. Si tratta di un viaggio di due settimane nella località di Muzuane, vicino a Nacala, nel nord del Mozambico. I partecipanti hanno la possibilità di dare un contributo concreto ai progetti che ADPP Mozambique gestisce localmente.
I progetti di sviluppo implementati in Africa, Asia e America Latina dai membri della Federazione Internazionale Humana People to People possono avvalersi di volontari internazionali (Development Instructors). La formazione di questi volontari è stata ed è affidata ad alcuni centri gestiti dal DRH Movement in Inghilterra, Danimarca, Norvegia, Stati Uniti e Saint Vincent (Caraibi).
Il programma D.I., sin dalla sua creazione, offre la possibilità di intervenire sul campo anche a persone senza competenze tecniche ma disposte a farsi formare per affrontare in modo appropriato il proprio intervento presso i programmi umanitari.
In passato il programma prevedeva una durata di 14 mesi: sei mesi di formazione, sei mesi di lavoro sul campo e due mesi di nuovo presso l'ente formatore per attività di rendiconto e sensibilizzazione.
Recentemente il programma di volontariato internazionale offerto dal DRH Movement è stato modificato. La durata è stata portata a 24 mesi e l'obiettivo della proposta non prevede più di preparare i volontari solo per il loro intervento nei progetti di sviluppo nel Sud del mondo. I D.I. che si formano con il nuovo programma trascorrono 1 anno nel centro di formazione. Qui studiano ma al contempo svolgono attività sociali e solo nella seconda metà del programma si recano presso i progetti nel Sud del mondo.
Le limitazioni imposte ai viaggi internazionali e la prudenza nei confronti dei fragili sistemi sanitari locali ci hanno imposto la sospensione del programma di Vacanze Solidali fino a quando non sarà possibile poterle svolgere in sicurezza.

## Ambito operativo
Humana People to People opera in differenti ambiti. Nel Sud del mondo i suoi ambiti d'intervento sono:
- aiuto all'infanzia e sviluppo comunitario;
- prevenzione di HIV/AIDS, malaria e tubercolosi;
- istruzione di tutti i livelli (prescuola, scuole primarie, scuole secondarie, scuole professionali, scuole magistrali, corsi universitari);
- agricoltura sostenibile, con la formazione per piccoli coltivatori, sicurezza alimentare e approvvigionamento idrico.

Nel Nord del mondo le organizzazioni membri di The Federation for Associations Connected to the International (F.A.C.I.) Humana People to People Movement sono impegnate in azioni di sensibilizzazione verso i temi della povertà, dello sviluppo e della solidarietà internazionale. All'azione di coinvolgimento di persone ed enti si unisce la raccolta fondi. Questa è indirizzata ai privati cittadini, agli enti pubblici nazionali e internazionali, alle aziende e alle fondazioni.
La realizzazione dei progetti di sviluppo di HUMANA People to People è sì possibile grazie ai contributi economici ma anche grazie alle donazioni di abiti usati. La raccolta dei vestiti è infatti lo strumento storico con cui HUMANA assicura continuità e sostenibilità ai propri interventi umanitari.
Tale attività ha reso concreto lo spirito solidaristico tra le persone che Humana intende promuovere e che ha voluto esplicitare nel proprio nome, People to People.

### Paesi in cui operano i membri di TheFederation for Associations Connected to the International Humana People to People Movement
- Angola: Ajuda de Desenvolvimento de Povo para Povo em Angola[8]

- Austria: HUMANA Verein zur Förderung notleidender Menschen in der Dritten Welt[9]
- Belgio:[10]
- Belize: HUMANA People to People Belize[11]
- Botswana: HUMANA People to People Botswana[12]
- Brasile: HUMANA People to People Brazil[13]
- Bulgaria: HUMANA People to People Bulgaria[14]
- Cina: HUMANA People to People China[15]
- Danimarca: U-landshjælp fra Folk til Folk - HUMANA People to People[16]
- Ecuador: HUMANA Pueblo a Pueblo Ecuador[17]
- Estonia: Ühendus HUMANA Estonia[18]
- Finlandia: Landsföreningen U-landshjälp fran Folk till Folk i Finland r.f.[19]
- Francia: HUMANA People to People France[20]
- Germania: HUMANA People to People Deutschland e.V.[21]
- Guinea-Bissau: Ajuda de Desenvolvimento de Povo para Povo ná Guiné Bissau[22]
- India: HUMANA People to People India[23]
- Italia: HUMANA People to People Italia ONLUS[24]
- Laos:[25]
- Lettonia: HUMANA Latvia[26]
- Lituania: HUMANA Lietuva[27]
- Malawi: Development Aid from People to People in Malawi[28]
- Mozambico: Associaçāo Moçambicana para a Ajuda de desenvolvimento de Povo para Povo[29]
- Namibia: Development Aid from People to People Namibia[30]
- Norvegia: U-landshjelp fra Folk til Folk i Norge[31]
- Paesi Bassi: Stichting HUMANA[32]
- Polonia: HUMANA People to People Polska S.p.o.o.[33]
- Portogallo: Associaçāo HUMANA[34]
- Regno Unito: Planet Aid UK Ltd.[35]
- Repubblica Ceca
- Repubblica Democratica del Congo: HUMANA People to People Congo[36]
- Romania: HUMANA People to People Romania[37]
- Slovacchia: HUMANA People to People Slovakia[38]
- Slovenia[39]
- Spagna: Humana[40]
- Stati Uniti: Planet Aid. Inc.[41]
- Sudafrica: HUMANA People to People in South Africa[42]
- Svezia: Bistàndsföreningen HUMANA Sverige[43]
- Svizzera: HUMANA People to People[44]
- Turchia:[45]
- Ucraina
- Ungheria:[46]
- Zambia: Development Aid from People to People in Zambia[47]
- Zimbabwe: Development Aid from People to People in Zimbabwe[48]

### Progetti significativi
- Total Control of the Epidemic, campagna internazionale contro l'HIV/AIDS.
- Fences for Fuel (Recinzioni per carburante), progetti di “HUMANA People to People India” (HPPI) e "Ajuda de Desenvolvimento de Povo para Povo" (ADPP) in Mozambico, per l'approvvigionamento di energia, il miglioramento delle entrate e la difesa ambientale nei villaggi.
- Children's Town Malambanyama, scuola per ex bambini di strada del "Development Aid from People to People in Zambia" (DAPP). Altre scuole in Angola, Mozambico e Zimbabwe.

## Raccolta degli abiti usati
Le organizzazioni appartenenti a The Federation for Associations connected to the International Humana People to People Movement operanti in Europa e Nord America sono impegnate in attività di sostegno ai progetti di sviluppo. Fra queste la raccolta di abiti usati ricopre un ruolo rilevante. I vestiti donati da milioni di persone vengono riutilizzati in quanto tali nei paesi beneficiari o sono venduti per finanziare i progetti.. Gli abiti sono raccolti attraverso appositi contenitori posizionati nelle città in sinergia con Comuni e Gestori.
Le convenzioni siglate con gli enti pubblici rientrano nell'ambito della raccolta differenziata ed il servizio di raccolta indumenti realizzato dagli enti Humana People to People è svolto gratuitamente.
I vestiti raccolti sono conferiti presso i centri di smistamento delle organizzazioni d'Europa e Nord America. Qui sono selezionati e suddivisi in categorie destinate all'invio in Africa, nel caso degli abiti estivi in buono stato, e alla vendita in Europa e Nord America.
Gli abiti spediti in Africa giungono nelle sedi delle organizzazioni Humana People to People attive in loco. I vestiti nel Sud del mondo sono donati gratuitamente alle popolazioni solo nei casi d'emergenza. Normalmente sono venduti a prezzi contenuti sia al dettaglio in negozi gestiti dall'organizzazione locale sia all'ingrosso a piccoli commercianti. La vendita dà valore ai vestiti e l'utile della vendita è riversato sui progetti di sviluppo attivi nei paesi in cui The Federation for Associations connected to the International Humana People to People Movement opera.
I vestiti non destinati alle organizzazioni in Africa sono venduti nel Nord del mondo.
Anche in questo caso l'utile della vendita è utilizzato per finanziare i progetti di sviluppo.
La raccolta di abiti usati è quindi uno strumento prezioso per il perseguimento degli obiettivi di sviluppo che Humana People to People persegue.
Questa attività assume rilevanza anche dal punto di vista ambientale. Il riutilizzo degli indumenti usati comporta risparmio di risorse e riduzione degli effetti inquinanti della produzione tessile.
La raccolta di abiti usati infatti consente il recupero di materiali la cui produzione comporta emissione di CO2, oltre all'utilizzo di pesticidi, fertilizzanti e acqua.

### Controllo della filiera degli indumenti usati
Il settore della raccolta e avvio a recupero degli indumenti usati è particolarmente complesso, sia per quanto riguarda l’articolazione e la gestione dei singoli anelli della filiera, sia per la varietà di attori che vi operano. Humana Italia da diversi anni promuove una campagna finalizzata a garantire alle persone che donano i propri abiti massima trasparenza e certezza nella destinazione dei capi. 
Humana possiede le certificazioni UNI EN ISO 9001 per la Qualità e 14001 per l’Ambiente; il Modello Organizzativo 231; l’iscrizione alla cosiddetta White List (ossia al registro della Prefettura di Milano con l’elenco dei fornitori, prestatori di servizi ed esecutori di lavori non soggetti a tentativo di infiltrazione mafiosa, operanti nei settori maggiormente a rischio) e l’attestazione ESET, uno strumento innovativo sviluppato assieme all’ente di certificazione Bureau Veritas per tracciare flussi di merci e di denaro in una filiera internazionale.

#### ESET: uno strumento concreto per tracciare le filiere internazionali di abiti usati
Lo strumento che Humana Italia ha scelto di adottare per verificare la propria filiera si chiama ESET,  acronimo di filiera Etica, Solidale, Ecologica e Trasparente. Presentato per la prima volta in occasione dell’evento Ecomondo tenutosi a Rimini dal 7 al 10 novembre 2017, si configura come la prima attestazione di verifica della filiera degli indumenti usati da parte di un ente terzo e indipendente grazie a una ricostruzione puntuale dei flussi merceologici (ossia dei vestiti) ed economici.
ESET nasce per rispondere alla necessità di trasparenza e di sicurezza circa la destinazione solidale dei vestiti, posta sia dai cittadini, sia dai comuni che affidano il servizio a Humana ed è uno strumento in grado di offrire garanzie concrete in un periodo storico durante il quale le filiere degli abiti usati sono spesso all’attenzione delle cronache giudiziarie a causa di comportamenti illeciti da parte di alcuni operatori. 
Le chiavi qualitative per poter garantire una filiera “ESET” sono:
- la tracciabilità (ovvero la capacità di ricostruire la storia e il percorso dell’indumento mediante l’identificazione dei flussi materiali e dei vari operatori della filiera);

- la capacità di avere una struttura operativa stabile e un adeguato sistema di procedure;

- la verificabilità di tutta la filiera da parte di enti terzi ed indipendenti.

La prima verifica della filiera di Humana è stata fatta nel 2017 dall’ente di certificazione internazionale Bureau Veritas: in questa fase, i revisori hanno svolto un controllo “sul campo” dei principali anelli del processo, visitando gli impianti di stoccaggio e selezione e accertando le attività di raccolta e contabilità di Humana in Italia e delle consorelle in Bulgaria (a Varna) e in Malawi (a Blantyre); l’attività di verifica ha riguardato anche i negozi di Humana , in Italia e nei Paesi sopracitati, e gli interventi di cooperazione internazionale implementati sempre in India e Malawi, grazie alla valorizzazione dei vestiti usati. 
Bureau Veritas ha condotto una verifica sulla filiera degli abiti dell’organizzazione umanitaria, constatando la corrispondenza dei processi dell’ente con gli impegni presi: la legalità e liceità dei comportamenti in ogni fase operativa e finanziaria; il trattamento dignitoso dei lavoratori diretti e indiretti; l’efficienza operativa finalizzata a massimizzare i margini economici e l’assenza di lucro in tutte le sue forme che consentono di finanziare i progetti di solidarietà e sviluppo nel Sud del mondo; il perseguimento di un core business di filiera mirato al riutilizzo e riciclo degli indumenti usati, nel rispetto della gerarchia dei rifiuti e ricercando le opzioni ecologicamente preferibili; l’adeguatezza delle procedure di End of Waste; la realizzazione in Italia di azioni educative su ambiente e mondialità.
Nel 2018 è stato potenziato e arricchito il processo di certificazione con ulteriori azioni relative ad anelli specifici della filiera di Humana Italia. In particolare, sono stati preparati nuovi format di analisi da utilizzare nei confronti di fornitori e clienti chiave. A inizio 2019 sono state effettuate interviste e visite di monitoraggio di Bureau Veritas presso due dei principali partner di Humana (un cliente esterno al network Humana e un fornitore dei servizi di recupero energetico). 
Lo sviluppo di ESET consente di garantire in modo ancora più integrale la filiera di HUMANA, anche attraverso l’applicazione di parametri specifici (standard di gestione dei capi, di impatto sociale generato, di rispetto dell’ambiente e di scelta delle opzioni ecologicamente preferibili nell’ambito della gerarchia dei rifiuti o, ancora, di tutela dei diritti dei lavoratori) all’esterno degli anelli della nostra filiera. 
L’intento di Humana Italia è quello di promuovere una vera e propria “cultura ESET” tra gli operatori attivi in questo ambito, affinché insieme si possa creare un meccanismo virtuoso basato su una sana competizione tra proposte di buon impatto.

## Critiche
Il Movimento HUMANA People to People è stato oggetto di forti critiche in vari paesi: un servizio di BBC del 2016 afferma che in realtà a gestire il movimento sia un "culto politico" chiamato Teacher's Group che fa capo a un latitante danese ricercato dall'Interpol e nascosto nel rancho messicano "San Juan de las Pulgas". I siti Revealnews e TVINDALERT contengono numerosi articoli e dossier negativi su Humana e Teacher's Group. Nel 2019 la presidente di Humana People to People Italia, Karin Bolin, ha dichiarato di essere un membro del Teacher's Group e ha fornito la propria versione sulle principali polemiche in un'intervista, riportata nell'articolo intitolato Abiti usati e progetti sociali, Humana People to People si racconta, su Eco delle Città.
Poul Joergensen, uno dei Leader più importanti del Teacher Group (TG), è stato dichiarato colpevole il 20 gennaio del 2009 per frode fiscale e appropriazione indebita di milioni di corone danesi e condannato a 2 anni e mezzo di reclusione dalla corte danese Vestre Landsret.
Joergensen, un avvocato, è solitamente considerato il "portavoce" dell'organizzazione Tvind e del suo leader Amdi Petersen. Lui è l'unico tra i diversi leader di Tvind ad essere stato dichiarato colpevole. Il processo riguardava anche altri cinque dei Top Leader del Teacher Group: Mogens Amdi Petersen, Kirsten Larsen, Marlene Gunst, Sten Byrner e Kirsten Fuglsbjerg. Tutti loro per evitare il processo hanno lasciato la Danimarca e di conseguenza è rimasto il solo Poul Joergesen ad essere processato.
Ma il verdetto dice anche che Poul Joergensen non è l'unico colpevole per frode fiscale e appropriazione indebita. In questo vanno inclusi anche Amdi Petersen e gli altri top leader del Teacher Group. In riferimento al verdetto emesso dalla corte danese è stato provato che Poul Joergensen fa parte di un gruppo di persone chiamato Teacher Group, che potrebbero prendere decisioni di natura economica anche se non hanno nessuna competenza a livello formale. Il verdetto di Vestre Landserts comunica l'opposto di quanto detto dalla corte Byretten nell'agosto del 2006. In riferimento ai media danesi, la Polizia e la Procura intensificheranno i loro sforzi con il fine di trovare Amdi Petersen, Kirsten Larsen, Marlene Gunst, Sten Byrner e Kirsten Fuglsbjerg per sottoporli a processo.
Si suppone che i fuggitivi si trovino attualmente nel quartier generale di Humana People to People a Shamva nello Zimbabwe protetti dal Dittatore Robert Mugabe o nel nuovo quartier generale a San Juan de las Pulgas in Messico dove i membri del Teacher Group hanno a loro disposizione un patrimonio di 10 milioni di dollari.
Poul Joergensen è il fondatore di molte aziende e fondi del TG. In alcune di esse è anche CEO oppure socio. Il giudice ha dichiarato che la sentenza è stata dura perché per evitare la condanna per frode fiscale Poul Joergensen ha fornito documenti falsi durante il corso dell'investigazioni per cercare di ingannare ancora una volta le autorità.

## Riconoscimenti
- Nel 2018 BBC ha parlato del successo della Namibia nella lotta all’AIDS sottolineando il ruolo di HUMANA nella sconfitta nell’epidemia[56].
- Nel 2018 il quotidiano Avvenire ha pubblicato un articolo di Francesco Gesualdi, allievo di Don Milani, dove i progetti educativi di HUMANA vengono comparati alla scuola di Barbiana di Don Milani: Nella Barbiana del Malawi la dignità genera sviluppo[57].
- Nel 2000 HUMANA People to People ha ottenuto il 1. premio dell'AGFUND (“Arab Gulf Programme For United Nations Development”) per il progetto "Total Control of the Epidemic" (controllo totale dell'epidemia) (lotta all'HIV/AIDS in Africa).[58]
- Nel 2002 il progetto HUMANA "Total Control of the Epidemic nei distretti di Boane, Matola e Maputo" ha ricevuto lo "Shaping the Future Award" (Premio 'Formare il futuro') di "GenerationEurope".[59]
- Il 26 novembre 2003 il progetto HUMANA "Total Control of the Epidemic" ha ricevuto lo "Stars of Africa Golden Award" nella categoria Sanità e HIV/AIDS per "innovazione e creatività, effettività ed efficacia, durata, affidabilità, raggiungimento degli scopi".[60]
- Nel luglio 2005 la stazione radiofonica statunitense PBS ha presentato Moses Zulu, fondatore e direttore della scuola DAPP per ex bambini di strada "Children's Town Malambanyama", Zambia, nella sua serie "The New Heroes" ("I nuovi eroi").[61]
- Il 9 maggio 2006 il presidente Paul Wolfowitz ha consegnato a "HUMANA People to People India" un premio della Banca Mondiale per "Innovative Projects with Water, Sanitation and Energy services to poor people" (Progetti innovativi per approvvigionamento idrico, servizi sanitari e igienici per popolazioni povere), per il suo progetto "Fences for Fuel" (Recinzioni per carburante).[62]
- Il 13 giugno 2006 HUMANA People to People ha ricevuto in riconoscimento del suo lavoro nell'Africa meridionale il primo "OPEC Fund Award for Sustainable Development" (Premio del Fondo OPEC per lo sviluppo sostenibile). Il Fondo OPEC per lo Sviluppo Sostenibile (OFID) è partner di HUMANA People to People dal 2001.[63][64]
- Il 29 agosto 2012, alla Conferenza dei Ministri dell'Istruzione del Commonwealth a Mauritius, HUMANA People to People ha ricevuto il premio Steve Sinnott per gli insegnanti destinato alle Scuole Magistrali che ADPP Mozmbique gestisce. Il premio ha voluto sottolineare il valore della presenza di maestri qualificati nelle scuole rurali del Mozambico.